# Françoise Adret
Françoise Adret (Versailles, 7 augustus 1920 – 1 april 2018) was een Franse danseres, pedagoge en choreografe. Ze leidde vanaf 1951 het Ballet van de Nederlandse Opera, waar Darja Collin eerst de leiding had. Adret had gedanst bij l'Opéra National de Paris, een gezelschap dat als voorbeeld diende voor de manier waarop ze haar eigen groep leidde. Ze stelde hoge technische eisen aan haar eigen dansers en bracht hoogtepunten uit het klassieke balletrepertoire op de planken.
In 1959 vertrok Adret en vormde haar eigen gezelschap, samen met het Ballet der Lage Landen, dat later het Amsterdams Ballet is geworden. In 1961 vormde het Amsterdams Ballet samen met Het Nederlands Ballet een nieuwe dansgroep, Het Nationale Ballet.
Adret werd met name in Frankrijk een gevierd choreograaf en pedagoog. Er is een boek over haar verschenen: Soixante années de danse.